# Color Rojo

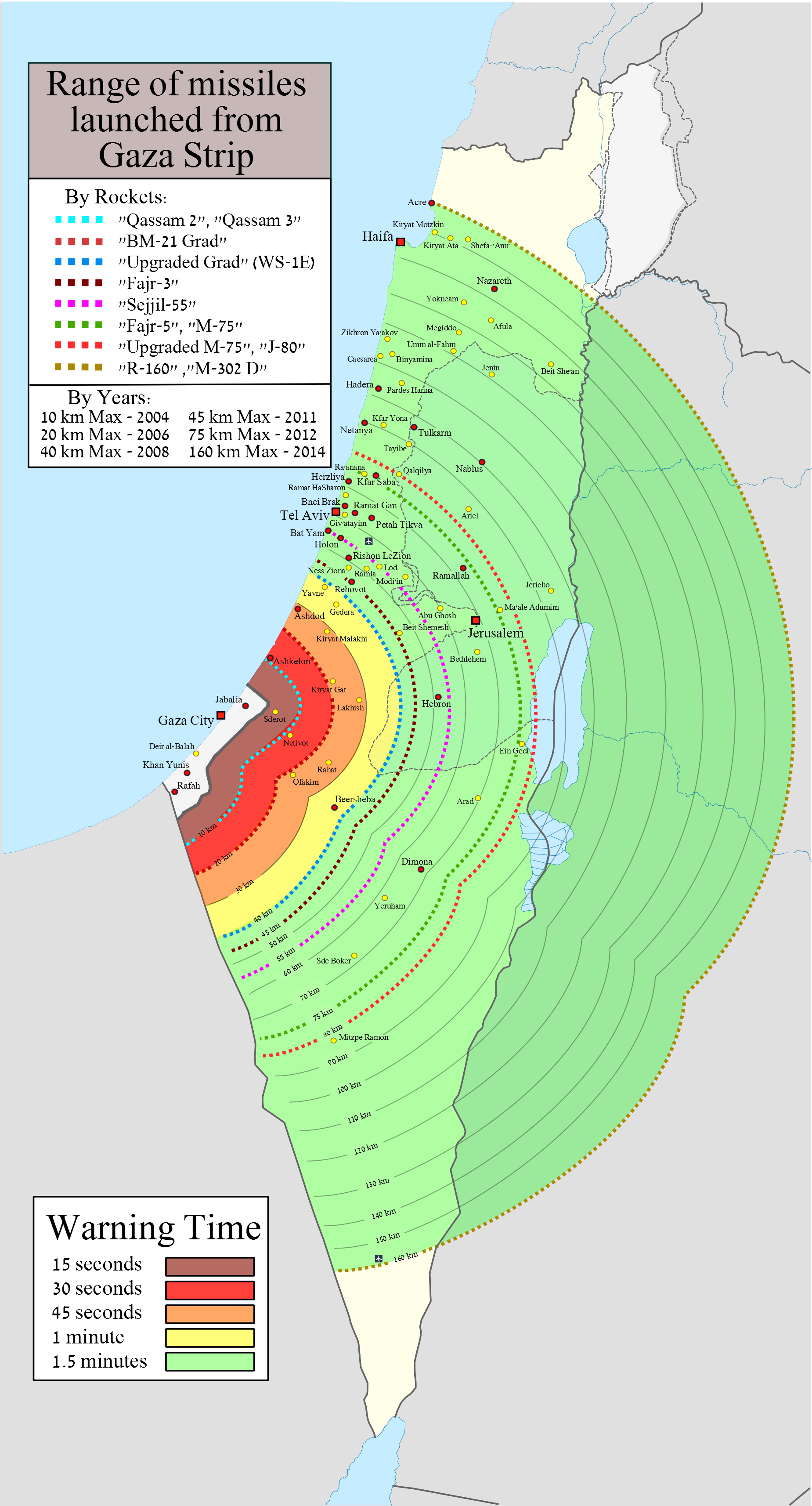
Alcance de los misiles lanzados desde la Franja de Gaza (10-160 km).

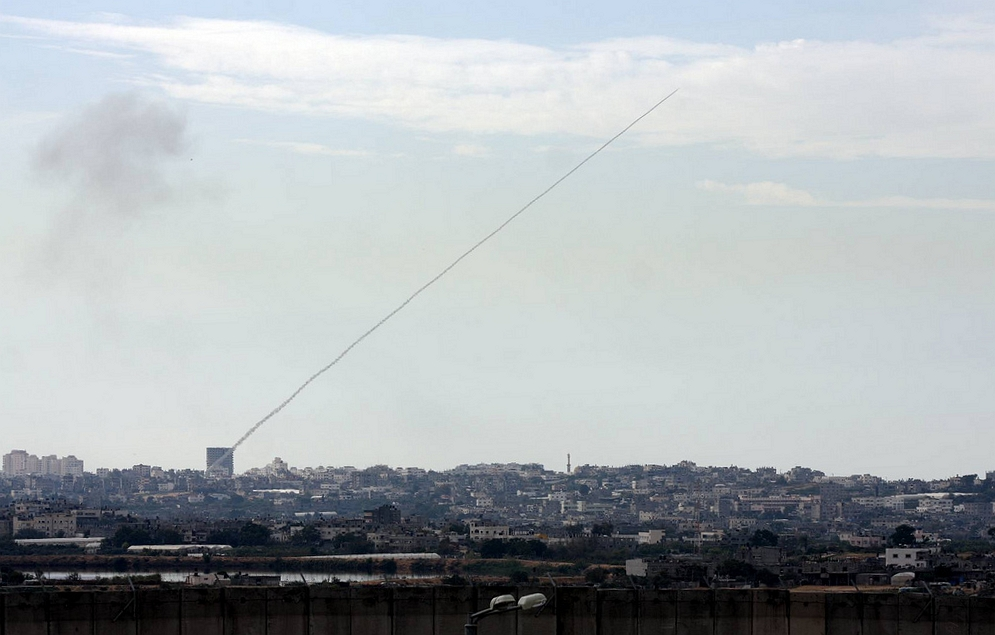
Un cohete disparado desde la Franja de Gaza hacia Israel, año 2008.

El Color Rojo (en hebreo: צבע אדום‎, transl.: Tzeva Adom) es un sistema de radar de alerta temprana instalado por las Fuerzas de Defensa del Israel en varias ciudades que rodean la Franja de Gaza para advertir a los civiles de ataques de misiles palestinos (normalmente de Qassam). En el resto del país, las áreas que no son servidas por el sistema Color Rojo, utilizan sirenas antiaéreas convencionales para advertir de los ataques.
El sistema actualmente opera en un número de ciudades israelíes del sur dentro la gama de misiles disparados de la Franja de Gaza, incluyendo Sderot. Cuándo la firma de un lanzamiento de cohete se detecta originándose en Gaza, el sistema automáticamente activa el sistema de aviso de emisión pública en comunidades israelíes cercanas y bases militares. Una voz femenina, entonando las palabras hebreas para Color Rojo ("Tzeva Adom"), es reproducida 4 veces. El programa es repetido hasta que todos los  cohetes hayan impactado y no se detecten más lanzamientos. En Sderot, da aproximadamente 15 segundos de anticipación a los residentes antes de que el misil llegue.
El sistema fue instalado en Ashkelon entre julio de 2005 y abril de 2006.
Hasta 2007, el anuncio se llamaba Amanecer Rojo (hebreo:, transl.: Shakhar Adom) pero fue cambiado a las palabras Color rojo en hebreo (en hebreo: צבע אדום‎) debido a una queja hecha por una niña de 7 años llamada Shakhar (Amanecer en hebreo).
Fue el tema de un documental, el cual se centró en la forma en que los niños lidian con una alerta, dirigido por Yoav Shoam.
Desde entonces 2014, las alertas han sido disponibles en una aplicación de iPhone de la App Store. Fue la aplicación más descargada en Israel en julio de 2014 durante la Operación Margen Protector. Los usuarios pueden seleccionar si reciben alertas de todo el país, o sólo en sus distritos.